# Тысячелистник обыкновенный
Тысячели́стник обыкнове́нный, или Поре́зная трава́ (лат. Achilléa millefólium) — многолетнее травянистое растение; вид рода Тысячелистник (Achillea) семейства Астровые, или Сложноцветные (Asteraceae), типовой вид этого рода.
Используется как лекарственное, пряное, декоративное и медоносное растение.

## Название
Латинское родовое название Achilléa происходит от субстантивированной формы прилагательного женского рода к др.-греч. ἀχίλλειος (achílleios, «Ахиллов»). Так в Греции называлось некое растение, которое получило своё название в честь Ахилла, Ахиллеса (Achilleus, -eos = Achílles), сына Пелея и Фетиды, мифологического героя Троянской войны, воспитанника кентавра Хирона, который применял это растение как средство, излечивающее раны.
Свой видовой эпитет лат. millefólium («тысячелистник», от mille — «тысяча» и fólium — «лист») растение получило по многочисленным сегментам листа. У Каспара Баугина и Жозефа Турнефора это название растения, у Линнея — видовой эпитет. Поскольку дословный русский перевод названия лат. Achilléa millefólium L. — «Тысячелистник-тысячелистник», в русской ботанической номенклатуре в подобных случаях во избежание тавтологий видовой эпитет не переводится, а заменяется словом «обыкновенный».

## Ботаническое описание

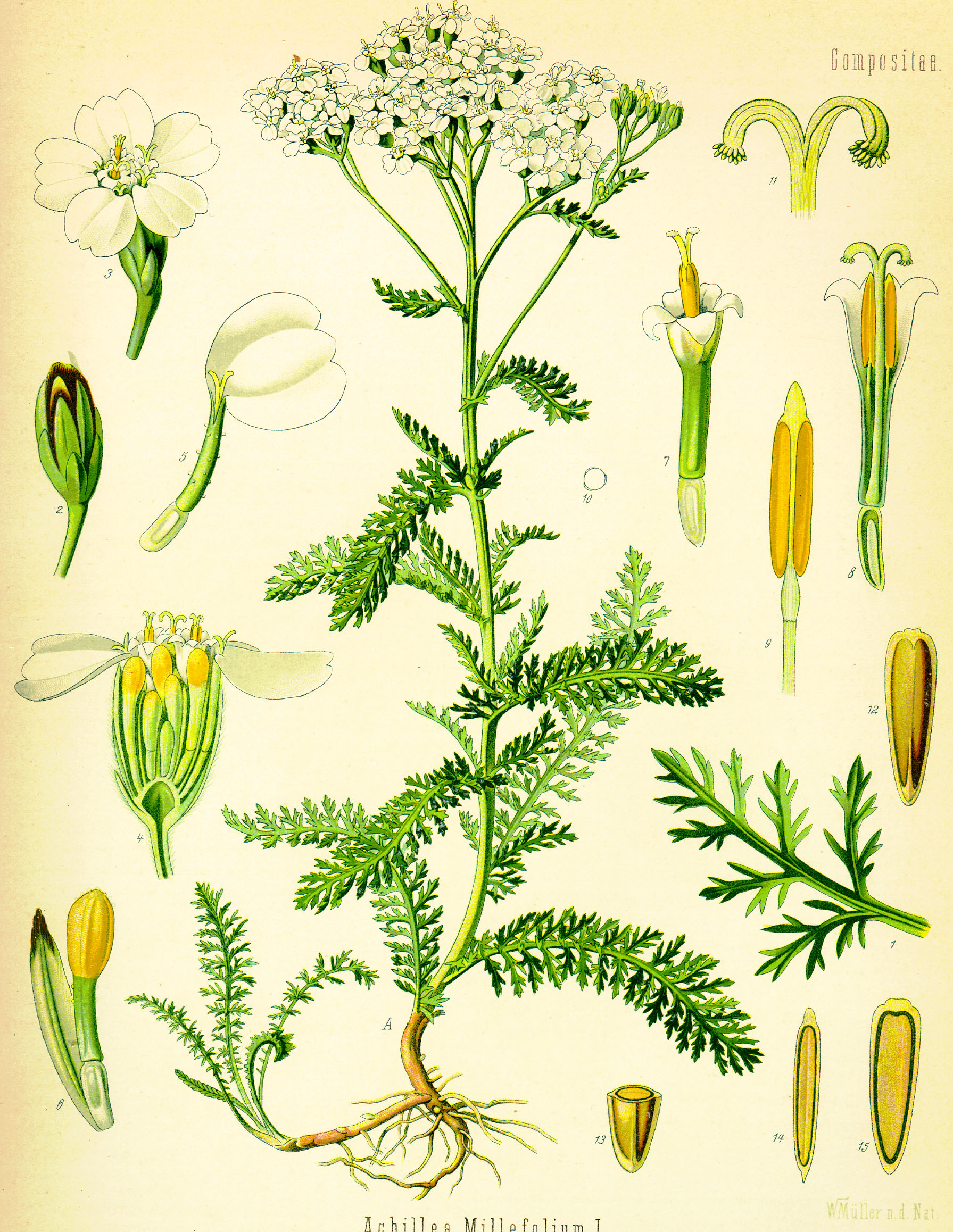
Тысячелистник обыкновенный.

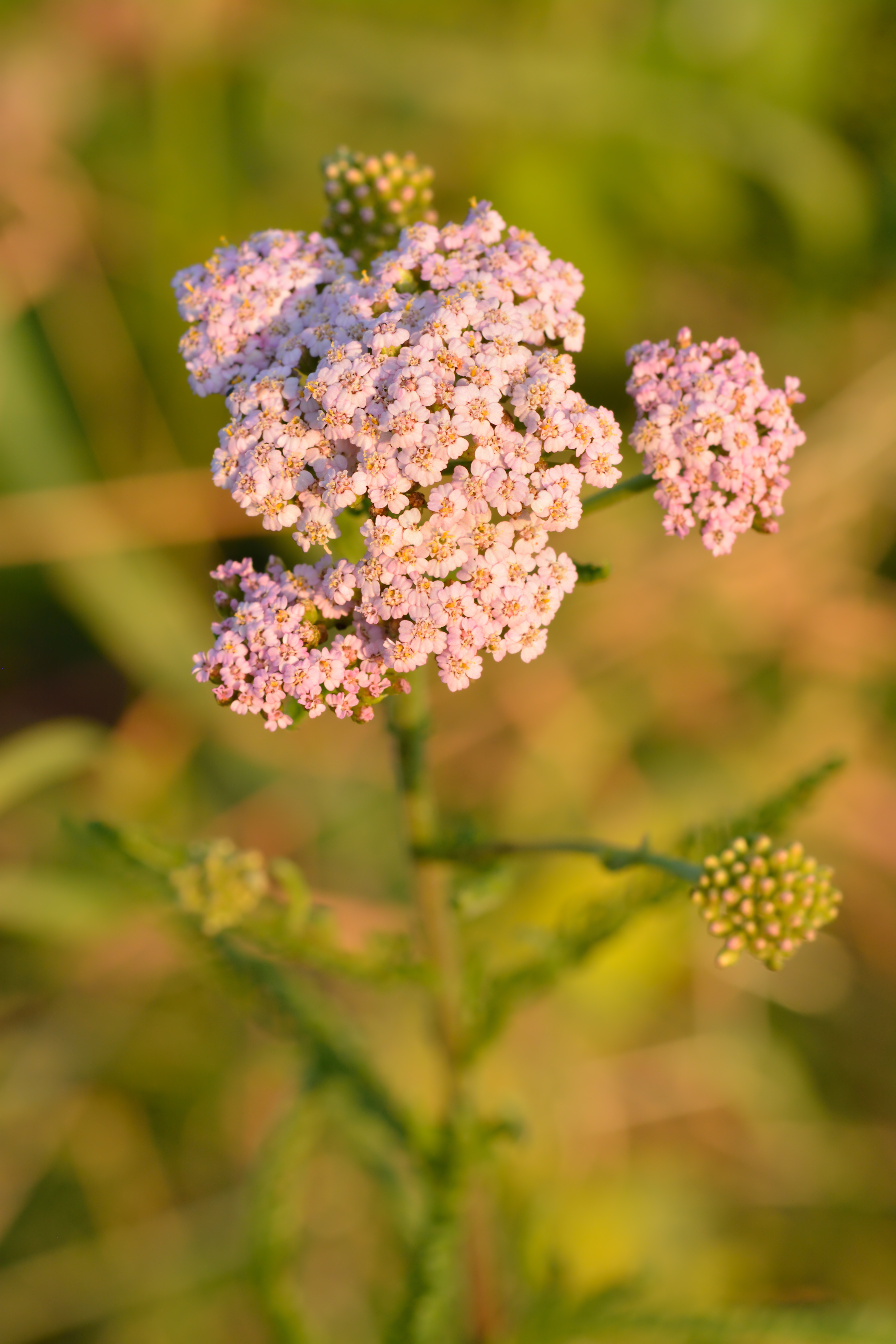
Розовые цветки

Корневище толстое, ползучее, разветвлённое, с многочисленными тонкими, мочковатыми корнями, подземными побегами.
Стебли немногочисленные или одиночные, прямостоячие или приподнимающиеся, прямые, реже извилистые, округлые, высотой 20—80 (до 120) см, угловато-бороздчатые, голые или слегка опушённые, ветвящиеся лишь в верхней части.
Пластинка листа длиной до 15 см, шириной 0,5—3 см с многочисленными масляными желёзками на нижней стороне. Листья очерёдные, в общем очертании ланцетовидные или линейно-ланцетовидные дважды или трижды не до самого основания перисто-рассечённые на тонкие сегменты, конечные дольки листьев ланцетно-яйцевидные, 0,3—2 мм шириной, быстро переходящие в шипик. Прикорневые листья развиваются от побегов на черешках, стеблевые — небольшие, опушённые, сидячие.

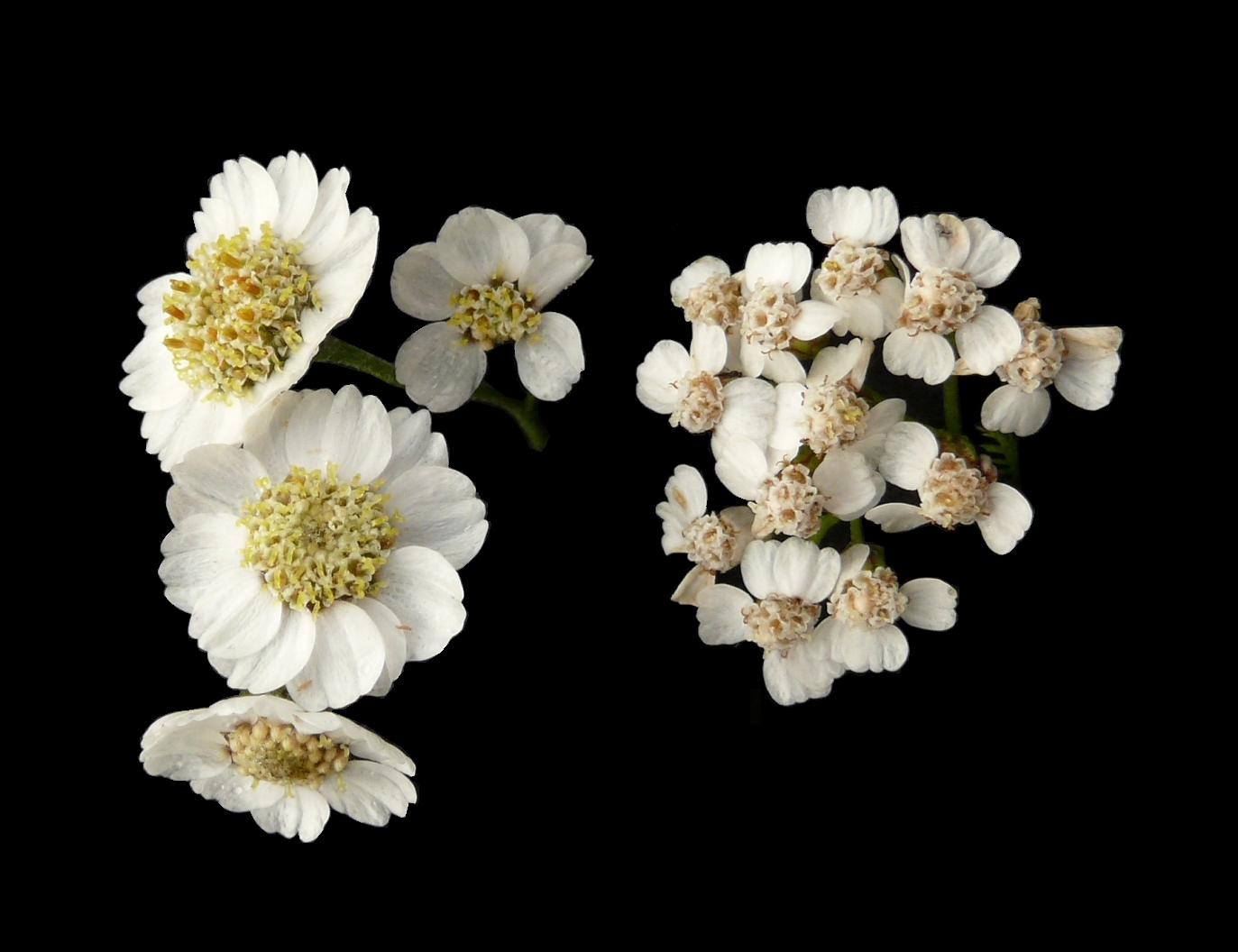
Соцветия тысячелистника обыкновенного (справа) и, для сравнения, соцветия тысячелистника птармики (слева)

Цветки мелкие белые или розовые, собраны в небольшие соцветия — корзинки, которые в свою очередь образуют общее щитковидное соцветие из многочисленных корзинок. В каждой корзинке краевые женские цветки язычковые, белые, реже розовые; обоеполые срединные — трубчатые, жёлтые. Обёртки 3—4,6 мм длиной, продолговатые, яйцевидные, тупые, гладкие или слегка опушённые, с перепончатым, нередко буроватым краем. Завязь нижняя, одногнёздная.
Плод — плоская продолговатая серебристо-серая семянка без крыльев, длиной 1,5—2 мм.
Цветёт с июня до конца лета, семена созревают в июле — сентябре.

## Распространение и экология
Широко распространённый в Европе и Азии вид, занесён также и на другие континенты. В России встречается практически во всех регионах. Обычное растение во всех областях европейской части России, а также во многих районах Западной и Восточной Сибири, Дальнего Востока, Кавказа и Средней Азии.
Тысячелистник обыкновенный растёт в лесной, лесостепной и степной зонах, на суходольных лесных лугах, в луговых степях, среди кустарников, в разреженных лесах, на опушках, межах, вдоль дорог, по оврагам, на залежах, пустырях, свалках, в посёлках, по берегам водоёмов, по окраинам полей.

## Растительное сырьё

### Химический состав
Надземная часть в период цветения содержит флавоны, алкалоид ахиллеин, кумарины, аконитовую кислоту, горькие и дубильные вещества, смолы, органические кислоты, инулин, аспарагин, минеральные соли, аскорбиновую кислоту, филлохинон, каротин, холин. В семенах содержится до 21 % жирного масла.
В листьях и соцветиях содержится эфирное масло (до 0,85 %) желтовато-зелёного или синего цвета, в состав которого входят монотерпеноиды (цинеол (8—10 %), камфора, туйол), сесквитерпеноиды — ахиллин, ацетилбалхинолид, кариофиллен, азулены, сложные эфиры, L-борнеол, β-пинен, L-лимонен, туйон, борнилацетат, цинеол, камфару. Кроме эфирного масла содержатся салициловая, муравьиная, валериановую, уксусная и изовалериановая кислоты, витамин K. Растение концентрирует соли К, Са, В, Мд, Б1, С1, Со, Р.

### Заготовка лекарственного сырья
Заготавливают два вида сырья — отдельно цветки (соцветия) тысячелистника (лат. Flores Millefolii) и траву (Herba Millefolii). Траву собирают в начальную фазу цветения (июнь — первая половина августа), срезая верхушки стеблей длиной до 15 см и с 1—3 стеблевыми листьями. При заготовке соцветий срезают отдельные цветочные корзинки или щитки со стеблем не длиннее 4 см.
Недопустимо вырывать растения с корнем, что приводит к уничтожению зарослей — тысячелистник многолетнее растение — и даёт урожай более трёх лет, возможно до пяти лет. При сборе следует применять короткий нож с маленькой рукояткой, под хват дальними пальцами — стебель под соцветием очень волокнистый и плохо рвётся голой рукой, достаточно средней остроты ножа.
Сушат сырьё под навесом или в сушилках при температуре 50 °C. Хранят сырьё в хорошо укупоренной таре, вдали от пахучих веществ. Срок годности сырья — пять лет.

## Значение и применение

### Применение в кулинарии
Запах растения слабоароматный, вкус слабо- и приятно пряный и терпкий. В качестве пряности используются листья и соцветия, но без стебля. Сухое измельченное растение и эфирное масло применяют для отдушки ликёро-водочных и кулинарных изделий, а также в овощные и картофельные супы, жирные и овощные блюда, гуляш, при приготовлении тёмных соусов и горьких настоек. Вместе с луком-резанцем и репчатым луком тысячелистник употребляется к сыру-крему.
Используя тысячелистник в качестве пряности, следует быть осторожным. В большом количестве он может вызвать отравление, которое проявляется в головокружении и кожной сыпи.

### В пчеловодстве
Является хорошим медоносом. Определение нектаропродуктивности цветков в степных и лесостепных зонах показало, что один цветок выделяет от 0,0192 до 0,0246 мг нектара. На одном растении насчитывается от 114 до 190 цветков. В составе сахаров нектара преобладала фруктоза (67,71—86,99 %). Нектаропродуктивность 100 цветков в условиях юга Дальнего Востока 6,6 мг, мёдопродуктивность — 20—25 кг/га. Пчелами посещается хорошо, когда рядом нет хороших цветущих медоносов.

### Применение в медицине
Растение широко используется в медицине различных стран как кровоостанавливающее (при носовых, маточных, лёгочных, геморроидальных и других кровотечениях), при колите, различных заболеваниях желудочно-кишечного тракта, язвенной болезни желудка и двенадцатиперстной кишки, воспалительных заболеваниях мочевыводящих путей, как вяжущее при желудочно-кишечных расстройствах, обладает противовоспалительными и бактерицидными свойствами. Применяется в виде настоев, отваров, экстрактов. Входит в состав желудочных и аппетитных сборов. Препараты тысячелистника с крапивой применяют как кровоостанавливающее и успокаивающее средство при внутренних и наружных кровотечениях. Растение обладает противоболевыми свойствами, которые усиливаются в сочетании с травой душицей.
В народной медицине тысячелистник обыкновенный применяют при белях, малярии, бессоннице, мочекаменной болезни, некоторых заболеваниях печени, при недержании мочи, как ранозаживляющее и кровоостанавливающее при обильных менструациях.
В ветеринарии тысячелистник используют как противоглистное и при желудочно-кишечных заболеваниях у телят. Примесь растения к сену способствует его перевариваемости.
Растения, выращенные на культивируемой земле, имеют в отваре менее терпкий и менее «плотный» вкус, в связи с чем для лечебно-профилактического применения лучше собирать тысячелистник, растущий вне культуры — в открытом поле, лесных просветах, заброшенных лугах, вдоль грунтовых дорог и лесопосадок.

### Использование в садоводстве

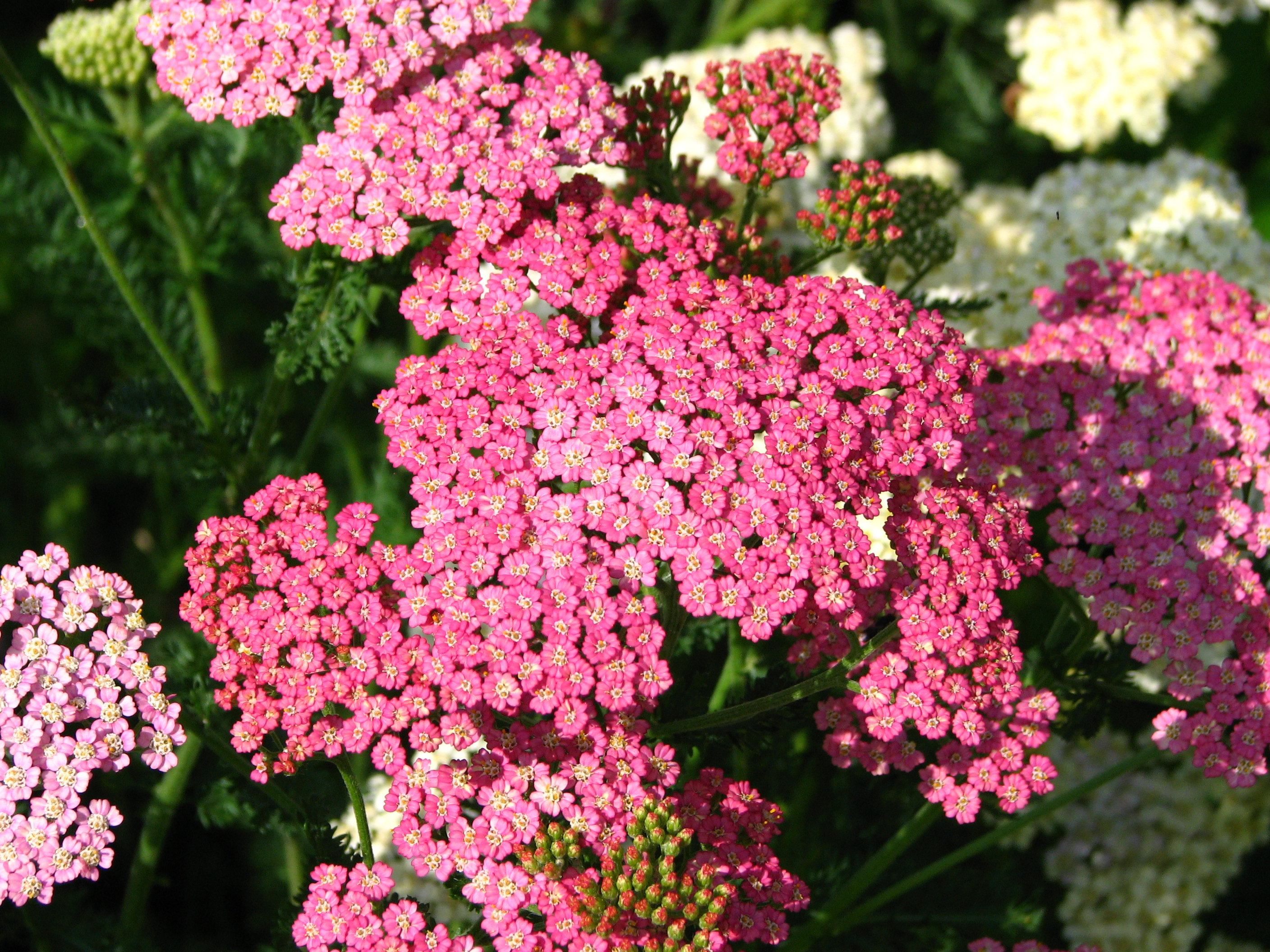
Один из садовых сортов тысячелистника обыкновенного

Тысячелистник обыкновенный широко используется как садовое растение. Выведено множество сортов, отличающихся высотой стебля и расцветкой соцветий. Как декоративное растение тысячелистник обыкновенный ценится за неприхотливость и обильное и продолжительное цветение. Обычно выращивается в миксбордерах, служит для обрамления бордюров; компактные низкорослые сорта иногда используют как заменители газонов. Выращивается также на срезку; в засушенном виде пригоден для составления зимних букетов.

### Прочее
В Древнем Китае стебли тысячелистника наряду с черепашьими панцирями использовали для гадания.
Удовлетворительно или посредственно поедается северным оленем (Rangifer tarandus). Поедается всё растение летом, лучше в молодом возрасте. Другими видами скота поедается, но не очень хорошо.

## Классификация

### Таксономия[17]
Achillea millefolium L., 1753, Sp. Pl. : 899
Вид Тысячелистник обыкновенный относится к роду Тысячелистник семействa Астровые (Asteraceae) порядка Астроцветные (Asterales). 
Кладограмма в соответствии с Системой APG IV:
|  |                                      |  |                                   |                                   |                    |  | ещё 10 семейств | ещё 10 семейств |                            |  |                         |  | еще 154 подтвержденных и 225 в статусе "непроверенных" видов и инфравидовых таксонов | еще 154 подтвержденных и 225 в статусе "непроверенных" видов и инфравидовых таксонов |  |
|  |                                      |  |                                   |                                   |                    |  | ещё 10 семейств | ещё 10 семейств |                            |  |                         |  | еще 154 подтвержденных и 225 в статусе "непроверенных" видов и инфравидовых таксонов | еще 154 подтвержденных и 225 в статусе "непроверенных" видов и инфравидовых таксонов |  |
|  |                                      |  |                                   | порядок Астроцветные              |                    |  |                 |                 | род Тысячелистник          |  |                         |  |                                                                                      |                                                                                      |  |
|  |                                      |  |                                   | порядок Астроцветные              |                    |  |                 |                 | род Тысячелистник          |  | 7 инфравидовых таксонов |  |                                                                                      |                                                                                      |  |
|  | отдел Цветковые, или Покрытосеменные |  |                                   |                                   | семейство Астровые |  |                 |                 | Тысячелистник обыкновенный |  |                         |  |                                                                                      |                                                                                      |  |
|  | отдел Цветковые, или Покрытосеменные |  |                                   |                                   |                    |  |                 |                 |                            |  |                         |  |                                                                                      |                                                                                      |  |
|  |                                      |  | ещё 63 порядка цветковых растений | ещё 63 порядка цветковых растений |                    |  |                 | ещё 1728 родов  | ещё 1728 родов             |  |                         |  |                                                                                      |                                                                                      |  |
|  |                                      |  |                                   | ещё 63 порядка цветковых растений |                    |  |                 |                 | ещё 1728 родов             |  |                         |  |                                                                                      |                                                                                      |  |

### Инфравидовые таксоны
- Achillea millefolium f. pannonica  (Scheele) J.Weiss  (по состоянию на декабрь 2022 г. в статусе «непроверенный»)
- Achillea millefolium subsp. alpestris  (Wimm., Günther & Grab.) Gremli
- Achillea millefolium subsp. ceretanica  (Sennen) O.Bolòs & Vigo
- Achillea millefolium subsp. chitralensis  Hub.-Mor.
- Achillea millefolium subsp. collina  (Wirtg.) Oborny
- Achillea millefolium subsp. elbursensis  Hub.-Mor.
- Achillea millefolium subsp. stricta  (Schleich. ex Heimerl) Hyl.
- Achillea millefolium subsp. sudetica  (Opiz) Oborny
- Achillea millefolium var. aspleniifolium  Farw.  (по состоянию на декабрь 2022 г. в статусе «непроверенный»)

### Синонимы
В синонимику вида входят следующие названия:
- Achillea albicaulis  C.A.Mey.
- Achillea albida  Willd.
- Achillea alpicola  (Rydb.)  Rydb.
- Achillea ambigua  Boiss.
- Achillea ambigua  Pollini
- Achillea anethifolia  Fisch. ex Herder
- Achillea angustissima  Rydb.
- Achillea arenicola  A.Heller
- Achillea aspleniifolia  Vent.
- Achillea aspleniifolia var. aspleniifolia
- Achillea aspleniifolia var. hungaricum  Dabrowska
- Achillea aspleniifolia var. luxurians  Dabrowska
- Achillea bicolor  Wender.
- Achillea borealis  Bong.
- Achillea borealis f. borealis
- Achillea borealis f. fusca  (Rydb.)  Hultén
- Achillea borealis subsp. arenicola  (A.Heller)  D.D.Keck
- Achillea borealis subsp. borealis
- Achillea borealis subsp. californica  (Pollard)  D.D.Keck
- Achillea borealis subsp. typica  D.D.Keck
- Achillea borealis var. arenicola  (A.Heller)  J.T.Howell
- Achillea borealis var. borealis
- Achillea borealis var. californica  (Pollard)  J.T.Howell
- Achillea californica  Pollard
- Achillea collina  × A.millefolium
- Achillea compacta  Lam.
- Achillea coronopifolia  Willd.
- Achillea crassifolia  Dietr. ex Colla
- Achillea crassifolia  hort. ex Steud.
- Achillea crispa  Lam. ex DC.
- Achillea cristata  hort. ex DC.
- Achillea crustata  (Rochel)  Rchb.
- Achillea cuspidata  Wall.
- Achillea dentifera  Rchb.
- Achillea dentifera  DC.
- Achillea eradiata  Piper
- Achillea fusca  Rydb.
- Achillea gigantea  Pollard
- Achillea gracilis  Raf.
- Achillea haenkeana  Tausch
- Achillea intermedia  Schleich.
- Achillea lanata  Lam.
- Achillea lanata  Spreng.
- Achillea lanata  Spreng. ex Willd.
- Achillea lanulosa  Nutt.
- Achillea lanulosa f. lanulosa
- Achillea lanulosa f. rubicunda  Farw.
- Achillea lanulosa subsp. alpicola  (Rydb.)  D.D.Keck
- Achillea lanulosa subsp. lanulosa
- Achillea lanulosa subsp. megacephala  Argus
- Achillea lanulosa subsp. typica  D.D.Keck
- Achillea lanulosa var. alpicola  Rydb.
- Achillea lanulosa var. arachnoidea  Lunell
- Achillea lanulosa var. eradiata  (Piper)  M.Peck
- Achillea lanulosa var. lanulosa
- Achillea laxiflora  A.Nelson
- Achillea laxiflora  Pollard & Cockerell
- Achillea magna  All.
- Achillea magna  L.
- Achillea magna  Haenke
- Achillea magna var. magna
- Achillea marginata  Turcz. ex Ledeb.
- Achillea megacephala  Raup
- Achillea millefolilium  E.Mey.
- Achillea millefolium f. albiflora  Dabrowska
- Achillea millefolium f. californica  H.M.Hall
- Achillea millefolium f. discolor  B.Boivin
- Achillea millefolium f. iserana  Hayek
- Achillea millefolium f. millefolium
- Achillea millefolium f. pseudopannonica  Pamp.
- Achillea millefolium f. rhodantha  Lepage
- Achillea millefolium f. rosea  E.L.Rand & Redfield
- Achillea millefolium f. roseiflora  B.Boivin
- Achillea millefolium f. roseoides  Breitung
- Achillea millefolium f. rubicunda  Farw.
- Achillea millefolium f. scabra  (Host)  J.Weiss
- Achillea millefolium subsp. asplenifolia  (Vent.)  J.Weiss
- Achillea millefolium subsp. atrotegula  B.Boivin
- Achillea millefolium subsp. balearica  Sennen
- Achillea millefolium subsp. borealis  (Bong.)  Breitung
- Achillea millefolium subsp. compacta  (Lam.) Bonnier & Layens
- Achillea millefolium subsp. lanulosa  (Nutt.) Piper
- Achillea millefolium subsp. millefolium
- Achillea millefolium subsp. occidentalis  (DC.)  Hyl.
- Achillea millefolium subsp. pallidotegula  B.Boivin
- Achillea millefolium subvar. parviligulata  Farw.
- Achillea millefolium var. alpicola  (Rydb.)  Garrett
- Achillea millefolium var. arenicola  (A.Heller)  Nobs in Ferris
- Achillea millefolium var. arenicola  (A.Heller)  Ferris
- Achillea millefolium var. aspleniifolia  Farw.
- Achillea millefolium var. borealis  Farw.
- Achillea millefolium var. californica  (Pollard)  Jeps.
- Achillea millefolium var. colliniformis  Dabrowska
- Achillea millefolium var. crustata  Rochel
- Achillea millefolium var. densiloba  P.D.Sell
- Achillea millefolium var. dipetala  Dabrowska
- Achillea millefolium var. dissecta  Dabrowska
- Achillea millefolium var. fulva  B.Boivin
- Achillea millefolium var. fusca  G.N.Jones
- Achillea millefolium var. gigantea  (Pollard)  Nobs in Ferris
- Achillea millefolium var. gigantea  (Pollard)  Nobs
- Achillea millefolium var. gracilis  (Raf.)  Raf. ex DC.
- Achillea millefolium var. iserana  Podp.
- Achillea millefolium var. lanata  W.D.J.Koch
- Achillea millefolium var. lanulosa  (Nutt.) Piper
- Achillea millefolium var. litoralis  Ehrend. ex Nobs
- Achillea millefolium var. lobata  Dabrowska
- Achillea millefolium var. maritima  Jeps.
- Achillea millefolium var. megacephala  (Raup)  B.Boivin
- Achillea millefolium var. millefolium  L.
- Achillea millefolium var. nigrescens  E.Mey.
- Achillea millefolium var. occidentalis  DC.
- Achillea millefolium var. pacifica  G.N.Jones
- Achillea millefolium var. parviligula  B.Boivin
- Achillea millefolium var. parvula  B.Boivin
- Achillea millefolium var. puberula  (Rydb.) Nobs in Ferris
- Achillea millefolium var. puberula  (Rydb.) Nobs in Ferris
- Achillea millefolium var. purpurea  Wirtg.
- Achillea millefolium var. rosea  Gray
- Achillea millefolium var. rubra  Sadler
- Achillea millefolium var. russeolata  B.Boivin
- Achillea millefolium var. sordida  W.D.J.Koch
- Achillea millefolium var. spathulata  Dabrowska
- Achillea millefolium var. sylvatica  Wirtg.
- Achillea nabelekii  Heimerl ex Nábělek
- Achillea nabelekii  Heimerl
- Achillea nigrescens  Rydb.
- Achillea occidentalis  Raf. ex DC.
- Achillea occidentalis  (DC.)  Raf. ex Rydb.
- Achillea ochroleuca  Eichw.
- Achillea ossica  K.Koch
- Achillea pacifica  Rydb.
- Achillea palmeri  Rydb.
- Achillea pecten-veneris  Pollard
- Achillea polyphylla  Schleich. ex W.D.J.Koch
- Achillea pratensis  Saukel & R.Länger
- Achillea pseudotanacetifolia  Wierzb. ex Rchb.
- Achillea puberula  Rydb.
- Achillea rosea  Desf.
- Achillea rosea  Desf. ex Poir.
- Achillea scabra  Host
- Achillea setacea  Schwein.
- Achillea setacea  Sultwein.
- Achillea setacea subsp. setacea
- Achillea setacea var. setacea
- Achillea sordida  (W.D.J.Koch)  Dalla Torre & Sarnth.
- Achillea subalpina  Greene
- Achillea subhirsuta  Gilib.
- Achillea submillefolium  Klokov & Krytzka
- Achillea sylvatica  Becker
- Achillea tanacetifolia  Mill.
- Achillea tenuifolia  Salisb.
- Achillea tenuifolia var. albicaulis  (C.A.Mey.)  Trautv.
- Achillea tenuis  Schur
- Achillea tomentosa  Pursh
- Achillea virgata  hort. ex DC.
- Achillios millefoliatus  St.-Lag.
- Alitubus millefolium  Dulac
- Chamaemelum millefolium  E.H.L.Krause
- Chamaemelum tanacetifolium  E.H.L.Krause
- Chamaemelum tomentosum  (L.)  E.H.L.Krause
- Millefolium officinale  Gueldenst. ex Ledeb.
- Millefolium vulgare  Gueldenst. ex Ledeb.
- Ptarmica borealis  DC.
- Santolina millefolium  Baill.